# Episodi di The End of the F***ing World (seconda stagione)
La seconda stagione della serie televisiva The End of the F***ing World ha esordito su Channel 4 con i primi due episodi il 4 novembre 2019, prima di essere rilasciata interamente su All 4 lo stesso giorno.
Il 5 novembre 2019 è stata pubblicata su Netflix in tutti i Paesi in cui il servizio è disponibile.
| nº | Titolo originale | Titolo italiano | Prima TV UK     | Pubblicazione Italia |
| -- | ---------------- | --------------- | --------------- | -------------------- |
| 1  | Episode 1        | Episodio 1      | 4 novembre 2019 | 5 novembre 2019      |
| 2  | Episode 2        | Episodio 2      | 4 novembre 2019 | 5 novembre 2019      |
| 3  | Episode 3        | Episodio 3      | 4 novembre 2019 | 5 novembre 2019      |
| 4  | Episode 4        | Episodio 4      | 4 novembre 2019 | 5 novembre 2019      |
| 5  | Episode 5        | Episodio 5      | 4 novembre 2019 | 5 novembre 2019      |
| 6  | Episode 6        | Episodio 6      | 4 novembre 2019 | 5 novembre 2019      |
| 7  | Episode 7        | Episodio 7      | 4 novembre 2019 | 5 novembre 2019      |
| 8  | Episode 8        | Episodio 8      | 4 novembre 2019 | 5 novembre 2019      |

## Episodio 1
- Titolo originale: Episode 1
- Diretto da: Lucy Forbes
- Scritto da: Charlie Covell

### Trama
Bonnie è stata cresciuta da una madre ossessiva per la sua educazione, mentre il padre dopo aver perso il lavoro se ne va di casa quando lei aveva diciassette anni. Nonostante non fosse riuscita a superare gli esami dell'ultimo anno di liceo, decide di lavorare per la biblioteca universitaria per poter frequentare di nascosto le lezioni di Clive Koch. Inizialmente il professore le chiede di tenersi distante dall'aula perché non se lo è meritato come gli altri studenti, ma successivamente i due iniziano una relazione sentimentale. Bonnie scopre di non essere l'unica studentessa con cui Clive va a letto, ma l'uomo si giustifica dicendo che è minacciato e ricattato da un'altra studentessa. Bonnie decide di ucciderla e la investe con l'auto. Scontata la pena, durante la quale apprende della morte di Clive, Bonnie esce di prigione e va a cercare Alyssa con l'intenzione di ucciderla.

## Episodio 2
- Titolo originale: Episode 2
- Diretto da: Lucy Forbes
- Scritto da: Charlie Covell

### Trama
Dopo gli avvenimenti della prima stagione, Alyssa insieme alla madre e ai gemelli abbandonano la città e vanno a stare dalla zia, Leigh. Mentre la madre lentamente perde la testa, Alyssa lavora al Caffè della zia, qui conosce Todd con il quale prima si mette insieme e poi decide di sposarlo all'età di diciannove anni. Le arriva per posta una pallottola e una macchina sospettosa rimane parcheggiata fuori dal locale in cui lavora. La sera scopre che in macchina c'era James. 
Dopo essere sopravvissuto al colpo di fucile James viene tenuto sotto sorveglianza in ospedale in vista del processo. La madre di Alyssa chiede a James di rompere con sua figlia tramite una lettera. Dopo essere guarito, al processo viene dichiarato non colpevole di omicidio in quanto ha agito per difendere Alyssa. Poco dopo il padre muore per infarto e anche James riceve un proiettile per posta. Decide allora di recarsi da Alyssa e la tiene d'occhio a sua insaputa fino alla sera in cui viene beccato. 

## Episodio 3
- Titolo originale: Episode 3
- Diretto da: Lucy Forbes
- Scritto da: Charlie Covell

### Trama
James e Alyssa si siedono al bancone del locale e parlano dei proiettili che hanno ricevuto, lei ritiene che sia uno scherzo di qualche ex compagno di scuola. Visto che la macchina è impantanata, Leigh gli offre di dormire nel capanno, qui Alyssa chiede a James di andarsene il giorno seguente. Arrivato il giorno del matrimonio con Todd, Alyssa si sposa e subito dopo sale in macchina con James. Alyssa è ancora arrabbiata con il ragazzo per la lettera. Dopo aver mangiato in una tavola calda, scoprono che la macchina è stata portata via da un carroattrezzi. Al deposito delle auto gli vengono chiesti 400 euro per averla indietro. Non avendo i soldi decidono di intrufolarsi di nascosto alla chiusura per recuperare la macchina. Mentre aspettano Alyssa si addormenta e James sussurra che la ama. Una volta recuperata l'auto, nella strada di ritorno a casa di Alyssa si fermano ad aiutare Bonnie che faceva l'autostop.

## Episodio 4
- Titolo originale: Episode 4
- Diretto da: Lucy Forbes
- Scritto da: Charlie Covell

### Trama
Bonnie, riuscita a intercettare la macchina di James dopo averli visti scappare dal deposito delle auto, prima di salire in macchina pianta un coltello in una ruota. I tre iniziano a fare conoscenza, poco dopo sono costretti a fermarsi per colpa della ruota e prima che nessuno la possa vedere, Bonnie recupera il coltello. Spingono la macchina fino al motel vicino, Bonnie si offre di pagare due camere per passare la notte, visto che il meccanico potrà venire soltanto il giorno successivo. I tre si siedono insieme a bere qualcosa, Bonnie chiede ad Alyssa come mai sia vestita da sposa e racconta che anche lei doveva sposarsi ma lui è morto, poco dopo Alyssa difende Bonnie dalle avance del proprietario.
In un flashback ci viene mostrato il momento in cui Alyssa se ne va via dal ricevimento del suo matrimonio dopo aver preso una busta di soldi dai regali.
Subito dopo Alyssa si alza dal tavolo e James la segue in camera, le racconta cosa ha passato dopo l'ultima volta che si sono visti e si baciano. Bonnie continua a immaginare come i due possano aver ucciso Clive e il proprietario le offre un altro drink ma ci mette dentro un sonnifero. Bonnie tornata in camera viene seguita dal proprietario che si siede sul letto e si sbottona i pantaloni. La ragazza gli punta contro una pistola e gli ordina di andarsene, lui tentenna perché lei inizia a barcollare. Le cade la pistola e parte un colpo che prende in testa l'uomo. Cadendole tra le sue braccia, la donna finisce contro a delle corna di alce che le si piantano sull'anca.

## Episodio 5
- Titolo originale: Episode 5
- Diretto da: Destiny Ekaragha
- Scritto da: Charlie Covell

### Trama
La mattina seguente Bonnie si risveglia da terra e nasconde il corpo del proprietario nell'armadio. James e Alyssa bussano alla porta di Bonnie per farsi prestare i soldi per la macchina e scoprono che qualcuno ha tagliato la gomma. Sostituita la ruota dal meccanico e raggiunti da Bonnie, i tre ragazzi si dirigono in macchina verso la presunta casa della sorella, di nascosto Bonnie mette nel suo zaino il velo da sposa di Alyssa. Bonnie non si sente bene a causa della ferita e chiede di fermarsi a una farmacia. La ragazza compra il necessario e si medica nel bagno. I tre prendono da mangiare in un ristorante vicino. Bonnie resasi conto di aver lasciato la pistola nel bagno della farmacia torna indietro. Il farmacista trovata la pistola chiede spiegazioni alla ragazza, ma lei lo minaccia con un coltello ed è costretto a riconsegnarla. Nel mentre James e Alyssa litigano per la sera precedente e per la lettera, il ragazzo le racconta che era stata sua madre a chiederglielo. James decide di abbandonare Bonnie.

## Episodio 6
- Titolo originale: Episode 6
- Diretto da: Destiny Ekaragha
- Scritto da: Charlie Covell

### Trama
James riporta a casa Alyssa e decide che ripagherà la madre delle spese del matrimonio. Quindi si reca da Todd e lui le mostra il terreno che aveva acquistato per costruire una casa dove potessero vivere. Alyssa gli chiede il divorzio e lui le risponde che non si merita un rapporto perché tratta male gli altri. James parlando con Leigh dei suoi genitori, capisce dove spargere le ceneri del padre. Bonnie recuperata la sua macchina si dirige verso casa di Alyssa. James insospettito la segue e la vede fermarsi a casa di Alyssa. Gwen le dice che è a lavorare. La sera quando il locale sembra vuoto, Bonnie entra per riconsegnarle il velo precedentemente rubato. James entra nella macchina di Bonnie e trova il libro di Clive con una dedica d'amore.

## Episodio 7
- Titolo originale: Episode 7
- Diretto da: Destiny Ekaragha
- Scritto da: Charlie Covell

### Trama
Alyssa decide di offrire un dolce a Bonnie, la ragazza per sedersi a un tavolo mostra accidentalmente la pistola a James che stava per entrare nel locale. Il ragazzo cerca di chiamare la polizia da un telefono delle emergenze esterno, ma non è sicuro che lo abbiano sentito, quindi decide di entrare dal retro. Alyssa chiede scusa a Bonnie per averla abbandonata alla farmacia, ma lei, uscendo allo scoperto, le chiede di raccontarle come hanno ucciso Clive. Al locale arriva un poliziotto inviato dalla centrale per controllare la situazione, dopo che la polizia ha ricevuto la chiamata di James. Vedendo che tutto è calmo chiede una fetta di torta e nel servirlo la ragazza nota James nascosto in cucina. Finito il dolce, andando verso l'uscita il poliziotto vede la pistola di Bonnie e tornato alla macchina chiede rinforzi. In cucina James fa cadere un coltello e viene costretto da Bonnie a sedersi al tavolo con Alyssa. James chiede a Bonnie perché abbia tardato a ucciderli e lei risponde che prima voleva parlare con loro. I due ragazzi spiegano che l'omicidio non era intenzionale e che è stata difesa personale per evitare lo stupro della ragazza, che hanno trovato foto e un video di violenze su altre donne. Sebbene Alyssa le dica che forse anche lei poteva diventare una vittima di Clive, la ragazza sostiene che debbano essere puniti. Alyssa le risponde che ha gli incubi da quel giorno. I due ragazzi provano a farle pensare cosa le succederà dopo averli uccisi e per questo Bonnie si blocca. La ragazza allora chiede cosa dovrebbe fare con tutto il suo dolore e Alyssa le risponde che non lo sa. Bonnie allora cerca di spararsi, ma i due ragazzi la bloccano. Bonnie finita a terra smette di lottare e dice di essere stanca. L'episodio si chiude con l'arrivo della polizia.

## Episodio 8
- Titolo originale: Episode 8
- Diretto da: Destiny Ekaragha
- Scritto da: Charlie Covell

### Trama
Alyssa si risveglia da un incubo nella sala d'attesa della centrale di polizia mentre James sta testimoniando. Si alza per prendere qualcosa da bere a una macchinetta e ha un'allucinazione su Clive. James firma la testimonianza e scopre che Alyssa se n'è andata. La va a cercare a casa, non trovandola prova da Todd e infine capisce dove è diretta. Alyssa arriva nella casa di Clive e si siede nella camera da letto e dopo si butta in piscina. Arriva anche James e trova Alyssa nella sala, e le dice che aveva paura che si suicidasse. James e Alyssa si recano a spargere le ceneri del padre. Alyssa gli dice di averlo sentito al deposito auto e che lo ama anche lei.